# TOKYO CHERRIES
TOKYO CHERRIES（東京チェリーズ）は、監督：美勇士（アン・ルイスの息子）、コーチ：ラモス・ファビアノ（ラモス瑠偉の息子）をはじめ、タレントから成る芸能人女子フットサルチームである。また、ユニフォームのデザインは、美勇士の実母アン・ルイスが担当している。

## 経歴
- 2010年1月27日　チーム創設
- 2010年2月7日（日）エンジェルリーグ 第3回大会に初出場　結果：優勝
- 2010年4月3日（土）エンジェルリーグ 第4回大会出場　結果4位
- 2010年6月5日（土）エンジェルリーグ 第5回大会出場　結果：3位
- 2010年7月24日（土）エンジェルリーグ 第6回大会出場

## メンバー

### スタッフ
- 監督：美勇士
- 戦術コーチ：ラモス・ファビアノ
- ゴレイロコーチ：勝谷 廣文
- フィジカルコーチ：山下 岳史
- テクニカルコーチ：木原 芳樹

### 選手
- 背番号1：塚本奈々美
- 背番号2：清水ゆう子 → 青山明日香 → 麻由
- 背番号3：美鈴響子
- 背番号4：中谷あすみ
- 背番号6：松丸亜友美
- 背番号7：中村真理
- 背番号8：大鰐玲 → 小林千穂
- 背番号9：戸塚理奈
- 背番号11：安藤伊都子
- 背番号10：小島慶子
- 背番号12：河村渚 → 藤田由紀子
- 背番号13：水木香
- 背番号14：青山葵 → 大野衣里加
- 背番号15：谷友希
- 背番号17：蟹江奈々子
- 背番号18：萩原紀子
- 背番号19：工藤優梨香
- 背番号21：鈴木彩
- 背番号70：牛島あき子
- 背番号71：和歌奈
- 背番号75：潤海ナナ
- 背番号77：酒井治美